# Uri Barbash
Pour les articles homonymes, voir Barbash.
Uri Barbash (en hébreu אורי ברבש) est un réalisateur israélien.

## Filmographie
- 1981 : Septième ciel (Hayom Hshviei)
- 1982 : Ot Kain
- 1982 : Gabi Ben Yakar
- 1984 : Au-delà des murs (Me'Ahorei Hasoragim)
- 1987 : Dreamers (Ha-Holmim)
- 1989 : Ehad Mishelanu
- 1990 : Last Moments
- 1990 : Derech Ha'nesher
- 1991 : Z'man Emet
- 1992 : Me'Ahorei Hasoragim II (Au-delà des murs II)
- 1992 : Lelakek Tatut
- 1994 : Ipui Koach
- 2006 : Melah Ha'arets
- 2008 : Spring 1941
- 2018 : Black Honey: The Poetry and Life of Abraham Sutzkever

## Récompenses
- 1984 : Ophir du meilleur film et Ophir du meilleur réalisateur pour Au-delà des murs
- 1989 : Ophir du meilleur film pour Ehad Mishelanu